# Uncle Tobys Hardcourts 2005
Uncle Tobys Hardcourts 2005 — жіночий тенісний турнір, що проходив на відкритих кортах з твердим покриттям у Голд-Кост (Австралія). Це був дев'ятий за ліком Brisbane International. Належав до турнірів 3-ї категорії в рамках Туру WTA 2005. Тривав з 2 до 8 січня 2005 року. Друга сіяна Патті Шнідер здобула титул в одиночному розряді й отримала 27 тис. доларів США.

## Фінальна частина

### Одиночний розряд
Патті Шнідер —  Саманта Стосур, 1–6, 6–3, 7–5

### Парний розряд
Олена Лиховцева /  Магдалена Малеєва —  Марія Елена Камерін /  Сільвія Фаріна-Елія, 6–3, 5–7, 6–1